# Karl Stöcker
Karl Stöcker (fl. XX secolo) è stato un calciatore svizzero.

## Carriera
Esordisce in patria nella stagione 1909-1910 tra le file del Fussballclub Baden, piazzandosi al penultimo posto del Girone Est della Serie A svizzera.
Nel 1910 viene ingaggiato dal Torino, club con il quale però non scende mai in campo, venendo però impegnato il 4 dicembre 1912 in un'amichevole contro il Casale, incontro nel quale segnò una rete.
L'anno dopo è al Genoa, con cui esordisce il 15 ottobre 1911 nella vittoria esterna per cinque ad uno contro la Juventus, incontro nel quale segnò anche una rete. In rossoblu totalizza 16 presenze e 2 reti ottenendo il terzo posto nella classifica finale del campionato 1911-1912.